# Наследники 3
«Наследники 3» (англ. Descendants 3) — американский мюзикл, фантастический телевизионный фильм. Фильм рассказывает о жизни и приключениях подростков в фантазийном мире «Наследников», продолжая сюжет «Наследников» и «Наследников 2». Сценарий к фильму в очередной раз написали Сара Парриотт и Джосан Макгиббон, а также режиссёром вновь стал Кенни Ортега. Премьера фильма состоялась 2 августa 2019 года на телеканале Disney Channel.

## Сюжет
После того, как Бен и Мэл объявляют о своей помолвке, Одри начинает ревновать и решает отомстить Мэл, завладев посохом её матери, Малефисенты. Чтобы разрушить коварные планы Одри, Мэл должна обратиться за помощью к своему отцу, Аиду, который бросил её много лет назад.

## В ролях
| Актёр               | Роль                                         |
| ------------------- | -------------------------------------------- |
| Дав Камерон         | Мэл, дочь Малефисенты и Аида                 |
| София Карсон        | Иви, дочь Злой королевы                      |
| Камерон Бойс        | Карлос Де Виль, сын Круэллы Де Виль          |
| Бу Бу Стюарт        | Джей, сын Джафара                            |
| Митчелл Хоуп        | Бен, сын Белль и Чудовища                    |
| Чайна Энн Макклейн  | Ума, дочь Урсулы                             |
| Томас Доэрти        | Гарри Крюк, сын Капитана Крюка               |
| Дилан Плэйфэйр      | Гил Ле Гюм, сын Гастона Ле Гюма              |
| Захари Гибсон       | Даг, сын Простачка                           |
| Бренна ДʼАмико      | Джейн, дочь Феи-Крёстной                     |
| Сара Джеффри        | принцесса Одри, дочь Авроры и принца Филиппа |
| Анна Кэткарт        | Диззи Тремэйн, дочь Дризеллы Тремэйн         |
| Джада Мари          | Селия Фасилье, дочь Доктора Фасилье          |
| Дэн Пэйн            | Чудовище                                     |
| Киган Коннор Трейси | Белль                                        |
| Мелани Пакссон      | Фея-Крёстная                                 |
| Джудит Макси        | Королева Лиа                                 |
| Джедидиа Гудакр     | Чэд Прекрасный, сын Золушки и принца         |
| Джеймал Симс        | Доктор Фасилье                               |
| Шайенн Джексон      | Аид                                          |
| Кристиан Конвери    | Скрипун, один из сыновей близнецов Сми       |
| Люк Росслер         | Шалун, один из сыновей близнецов Сми         |

## Производство
«Наследники 3» продюсирововался Сарой и Джосаном, а режиссёром и исполнительным продюсером, как всегда, был Кенни Ортега. Венди Джафет стала одним из продюсеров фильма, с Ортегой, Сарой, Макгиббоном. Марк Хофелинг и Кара Саун вернулись в качестве продюсеров и дизайнеров костюмов в дальнейшем, соответственно. Джамаль Симс также выступает в роли хореографа фильма вместе с Ортегой, который служил хореографом для всех трёх фильмов «Наследников».
Репетиции и съёмки фильма начались 23 апреля 2018 года в Ванкувере, Британской Колумбии в Канаде. Производство началось 25 мая 2018 года. 18 июля 2018 года было сообщено в социальных сетях, что производство фильма «официально завершено». Данный фильм является последним фильмом во франшизе «Наследников».
Первый трейлер был показан 24 февраля.
Фильм «Наследники 3» стал последним для Камерона Бойса, умершего 6 июля 2019 года.

## Релиз
Некоторые рекламные кадры для фильма были выпущены на канале Disney Descendants на YouTube в феврале 2018 года в качестве тизера или вначале рассматривались для производства. Официальная премьера фильма назначена на 2 августа 2019 года.
Связанный короткометражный фильм «Under the Sea: The Descendants Short Story», в котором представлены Мэл и Ума в «эпическом подводном вскрытии», был выпущен 28 сентября 2018 года.
11 июля 2019 года Disney объявил, что отменяет премьеру красной ковровой дорожки, первоначально запланированную на 22 июля 2019 года после смерти Кэмерона Бойса. Телевизионная премьера фильма пройдёт в соответствии с графиком, посвящённым памяти Бойса. А в России премьера состоялась 31 октября 2019 года на канале Disney в 19:30.

## Саундтрек
Descendants 3 (Original TV Movie Soundtrack) — саундтрек к одноимённому фильму. Саундтрек и главный сингл «Good to Be Bad» были выпущены 31 мая 2019 года. Альбом был выпущен 2 августа 2019 года. Он занял 7 место в чарте альбомов Billboard 200 и 1 место в чарте Kid Albums.

### Список песен
| №   | Название                        | Автор(ы) | {{{extra_column}}} | Длительность |
| --- | ------------------------------- | --- | ------------------ | ------------ |
| 1.  | «Good to Be Bad»                | Tim James Antonina Armato Tom Sturges Adam Schmalholz                                                                                   |                    | 3:09         |
| 2.  | «Queen of Mean»                 | James Armato Sturges Schmalholz |                    | 3:09         |
| 3.  | «Do What You Gotta Do»          | Matt Wong Jamie Jones Jack Kugell |                    | 2:57         |
| 4.  | «Night Falls»                   | James Armato Sturges Schmalholz |                    | 3:08         |
| 5.  | «One Kiss»                      | Matt Tishler Paula Wingler |                    | 2:29         |
| 6.  | «My Once Upon a Time»           | John Kavanaugh David Goldsmith |                    | 3:48         |
| 7.  | «Break This Down»               | Jodie Shihadeh James K. Petrie Doug Davis Ben Hostetler Nikki Sorrentino Susan Paroff Anthony Mirabella Pipo Fernandez Ali Dee Theodore |                    | 3:29         |
| 8.  | «Dig a Little Deeper»           | Randy Newman | McClain            | 2:57         |
| 9.  | «Did I Mention»                 | Adam Schlesinger | Hope               | 0:29         |
| 10. | «Rotten to the Core» (D3 Remix) | Shelly Peiken Johan Alknas Joacim Persson                                                                                               |                    | 2:47         |
| 11. | «Happy Birthday»                | Traditional | Jeffery            | 0:36         |
| 12. | «VK Mashup»                     | James Armato Sturges Schmalholz Pieken Alkenas Persson Grant P Michaels Charity Daw                                                     |                    | 1:59         |
| 13. | «Descendants 3 Score Suite»     | David Lawrence | David Lawrence     | 5:01         |

## Рейтинги
Во время премьеры «Наследников 3» 2 августа 2019 года посмотрело 4,59 миллиона зрителей, количество зрителей увеличилось до 8,43 миллионов после трёх дней отложенного просмотра.

## Критика
На Rotten Tomatoes рейтинг одобрения фильма составляет 78 % на основе 9 рецензий.

### Награды
| Год  | Награда                | Категория           | Получатели   | Результат | Ссылки |
| ---- | ---------------------- | ------------------- | ------------ | --------- | ------ |
| 2020 | Kids' Choice Awards    | Любимая киноактриса | Дав Камерон  | Победа    | [ 24 ] |
| 2020 | Billboard Music Awards | Лучший саундтрек    | Наследники 3 | Номинация | [ 25 ] |

## Выход на DVD
«Наследники 3» вышел на DVD 6 августа 2019 года.